# Ligne 187 (chemin de fer slovaque)
La ligne 187 des chemins de fer slovaque relie Spišské Vlachy à Spišské Podhradie.

## Histoire
La voie a été mise en service le 14 octobre 1894 et permet aux touristes d'aller admiré le château de Spiš à Spišské Podhradie. 

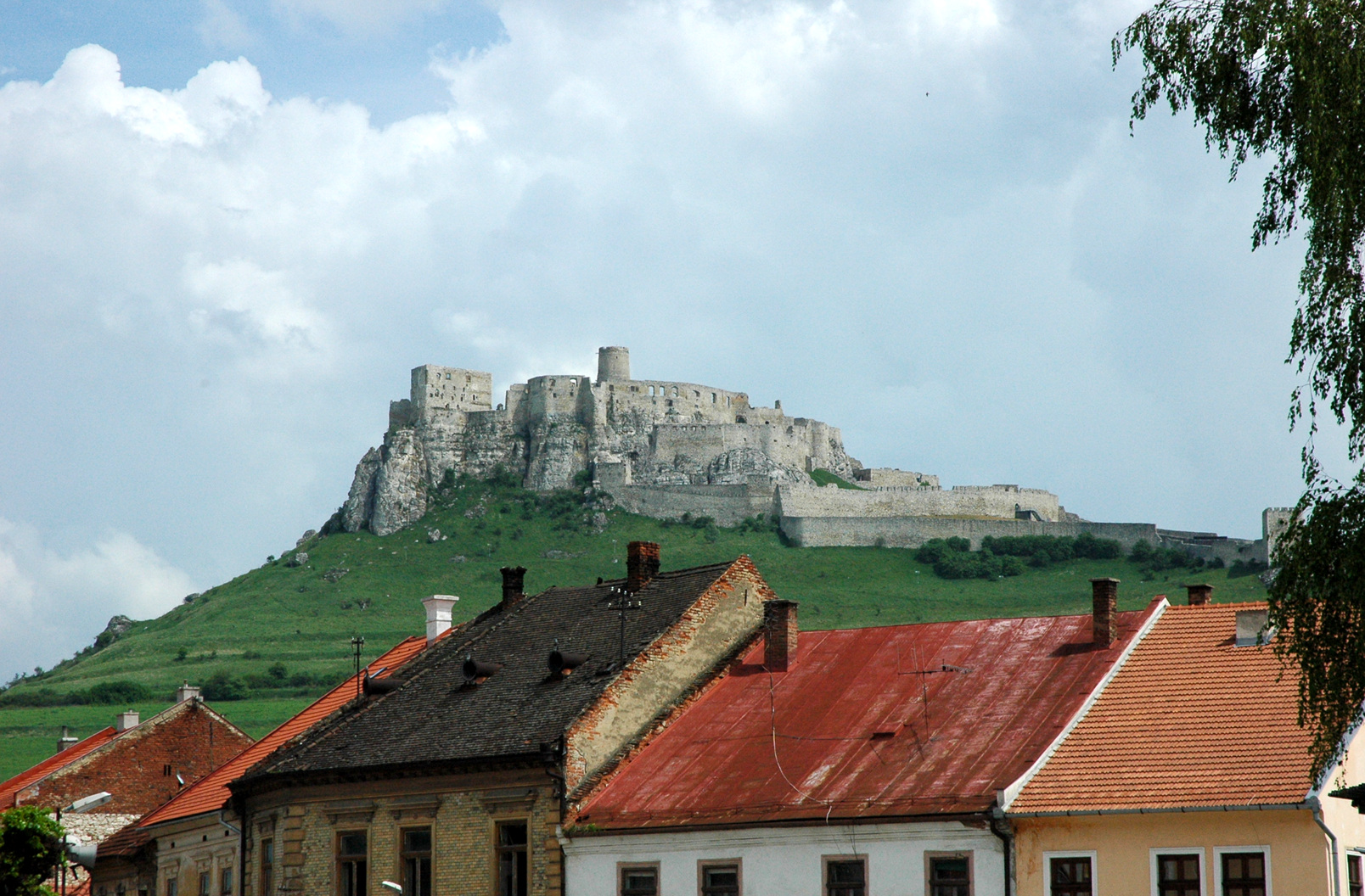
château de Spiš vu depuis le centre de Spišské Podhradie